# Lipton
Lipton («Лі́птон») — торгова марка чаю, що належить компанії Ekaterra, а також, у минулому, британська мережа супермаркетів, що була продана Argyll Foods. Назва походить від прізвища засновника компанії Томаса Ліптона.
Продукти цього бренда націлені на масовий ринок і в основному представлені як продукти середніх цін із усього спектра пропозицій. Як і більшість брендів, чаї Lipton є сумішшю з багатьох різних плантацій з усього світу, з відомих країн-виробників — таких як Індія, Шрі-Ланка, Кенія, Китай. Lipton Yellow Label є сумішшю 20 різних чаїв.
Окрім чорного листкового чаю (з уже постійним брендом Lipton Yellow Label), компанія також виготовляє широкий спектр різних чаїв, як листкових, так і готових (холодних), зокрема зелений чай, чорний ароматний чай, чай з молоком тощо.
У компанії є власні плантації в Кенії і Танзанії.
У серпні 2022 року, під час повномастшабного вторгнення РФ до України, було оголошено про вихід компанії з ринку РФ до кінця року.

## Критика
Чай Lipton став суб'єктом бойкоту в Україні в рамках кампанії «Не купуй російське!», оскільки в Україні продавали чай, вироблений у Росії. У серпні 2014 року компанія Unilever, власник ТМ, оголосила про переорієнтацію постачання продукції в Україну з Росії на Польщу.
1 червня 2016 року концерн відкрив під Києвом чайну фабрику, на якій буде фасуватись чай для України та ближніх країн.